# 貝爾普貝格山
46°51′38″N 7°31′35″E / 46.86056°N 7.52639°E

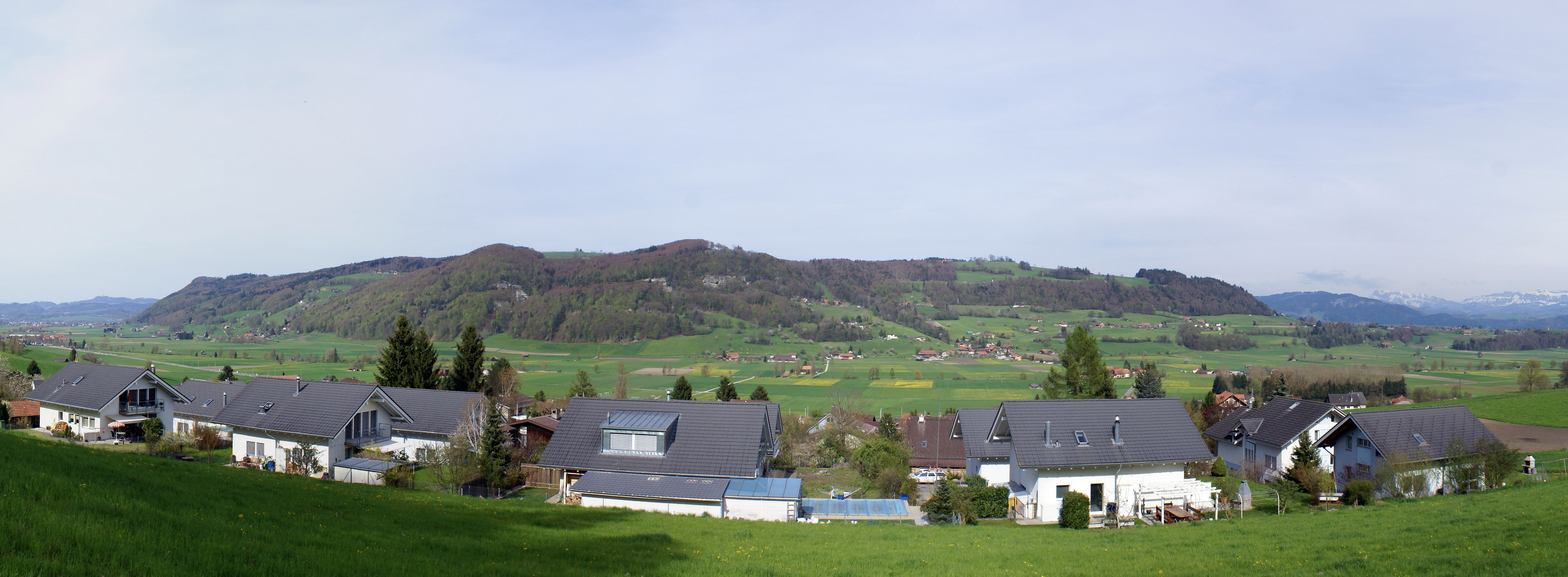

貝爾普貝格山（Belpberg），是瑞士的山脊，位於該國中部，由伯恩州負責管轄，處於伯爾尼和圖恩之間，距離倫根貝格山3.9公里，海拔高度539米，每年平均降雨量1,703毫米。